# Adama Soumaoro
Adama Bakary Soumaoro, född 18 juni 1992 i Fontenay-aux-Roses, är en fransk fotbollsspelare. Soumaoro är av malisk härkomst.

## Karriär
Den 31 januari 2020 lånades Soumaoro ut av Lille till Genoa. Den 10 januari 2021 lånades han ut till Bologna. I juli 2021 blev det en permanent övergång till Bologna för Soumaoro.